# Campylaspis umbensis
Campylaspis umbensis is een zeekommasoort uit de familie van de Nannastacidae. De wetenschappelijke naam van de soort is voor het eerst geldig gepubliceerd in 1939 door Gurwitch.